# Fort Lancaster
Fort Lancaster est un poste militaire de la US Army établi en 1855 sur Live Oak Creek au Texas, près de son point de confluence avec la rivière Pecos. Il servait initialement à protéger les émigrants empruntant la route reliant San Antonio à El Paso des attaques des Amérindiens. Il fut abandonné dans les années 1870 et est désormais inscrit au Registre national des lieux historiques.